# Reisdoel menselijk brein
Reisdoel menselijk brein is een hoorspelserie, gebaseerd op Fantastic Voyage (1966) van Isaac Asimov en de gelijknamige 20th Century Fox-film van Otto Klement, uitgezonden door de AVRO vanaf dinsdag 21 december 1982. Bewerker en regisseur was Dick van Putten.

## Delen
- Deel 1 (duur: 46 minuten)
- Deel 2 (duur: 44 minuten)
- Deel 3 (duur: 40 minuten)
- Deel 4 (duur: 45 minuten)
- Deel 5 (duur: 42 minuten)

## Rolbezetting
- Jan Borkus (kolonel Reid)
- Robert Sobels (generaal Carter)
- Hans Veerman (Charles Grant)
- Lo van Hensbergen (Prof. Benes)
- Paul van der Lek (Dr. Michaels)
- Huib Orizand (kolonel Gonder)
- Edmond Classen (kapitein Owens)
- Kees Broos (een agent)
- Jan Wegter (een MP & een korporaal)
- Hans Karsenbarg (Dr. Duval)
- Els Buitendijk (Cora Peterson)
- Willy Ruys, Joop van der Donk, Hans Hoekman & Kees Broos (verdere medewerkenden)

## Inhoud
1995: om de briljante professor Benes te redden worden vijf specialisten - onder wie één vrouw - met een onderzeeër atomisch ingekrompen tot een omvang van een enkele bacterie en door middel van een injectienaald in de bloedbaan van de patiënt gebracht. Er wacht hun een woest landschap vol  onverwachte verschrikkingen: het inwendige van het menselijk lichaam. Het team heeft zestig minuten om de bloedstolsel in de hersenen te vernietigen; wordt deze tijdslimiet overschreden, dan zal alles weer zijn oorspronkelijke afmetingen aannemen en de geleerde zal uiteen worden gereten. De expeditie wordt bemoeilijkt doordat een van de specialisten - maar wie? - een verrader is, met de opdracht de redding van de professor Benes te saboteren.